# 73
| [ Edytuj tabelę ] |                         |
| Cesarz Chin       | - 57 Han Mingdi 75      |
| Władca Korei      | - 53 T’aejodae 146      |
| Król Nabatei      | - 70 Rabel II Soter 106 |
| Papież            | - 67 Linus 79           |
| Król Partów       | - 51 Wologazes I 78     |
| Cesarz Rzymu      | - 69 Wespazjan 79       |

Rok 73 / LXXIII
stulecia: I wiek p.n.e. ~
I wiek ~
II wiek

lata: 63 «
68 «
69 «
70 «
71 «
72 «
73
» 74
» 75
» 76
» 77
» 78
» 83

## Wydarzenia
- 16 kwietnia – wojna żydowska: wódz rzymski Flawiusz Silwa po zbiorowym samobójstwie obrońców zajął żydowską twierdzę Masada.

- Pierwsza wyprawa wojsk chińskich do basenu Tarymu.
- Cenzura Wespazjana i Tytusa.
- Podbój Agri Decumates w Germanii.

## Zmarli
- Juliusz Lupus, prefekt Egiptu
- Eleazar ben Jair, ostatni przywódca Żydów w czasie powstania przeciw Rzymianom